# Adriaen Coorte

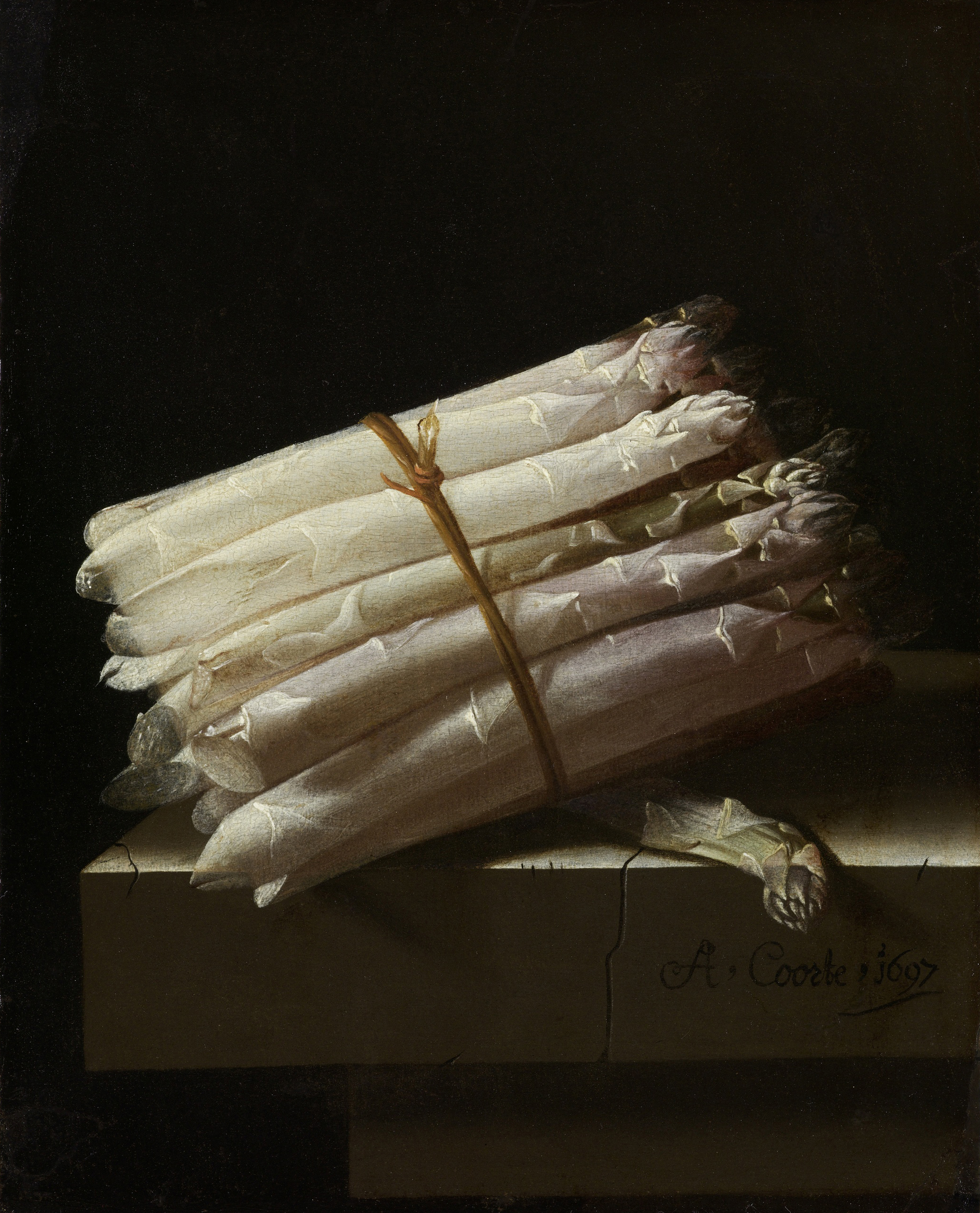
Martwa natura ze szparagami, 1697, Rijksmuseum, Amsterdam

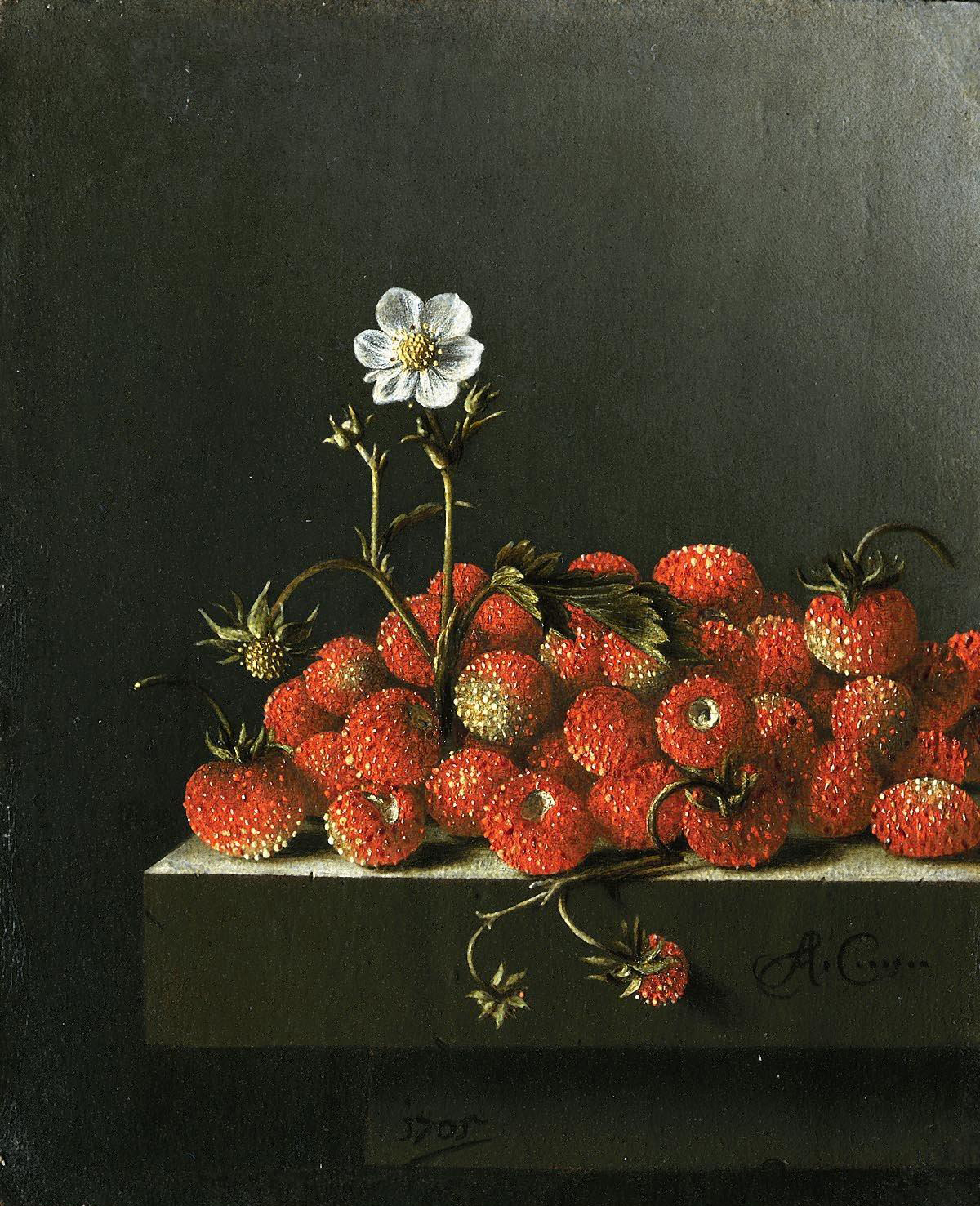
Martwa natura z poziomkami, 1705, Mauritshuis, Haga

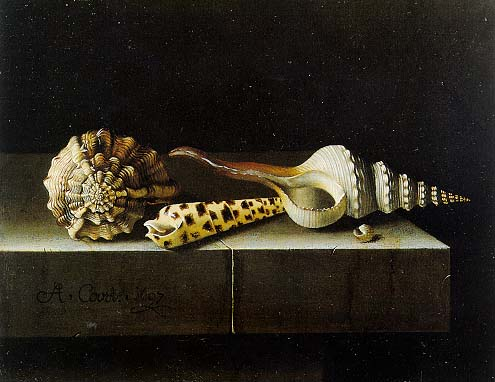
Martwa natura z muszlami, 1696, Luwr

Adriaen Coorte (ur. ok. 1660 w Middelburgu, zm. po 1707 tamże) – holenderski malarz martwych natur.
Słabo poznany artysta, który tworzył prawdopodobnie w latach 1683 – 1707 w Middelburgu. Nie zdobył popularności za życia i przez ponad 200 lat był całkowicie zapomniany. Odkryty został ponownie w 1950 przez holenderskiego historyka sztuki Laurensa Johannesa Bola, który napisał o nim artykuł i w 1958 zorganizował wystawę w Dordrechts Museum. Od tego czasu nieliczne znane prace artysty cieszą się popularnością i osiągają wysokie ceny na aukcjach. W 2009 roku dwa nowo odkryte obrazy Coorte`a zostały sprzedane za ponad 1,5 miliona euro każdy, co stanowiło dziesięciokrotność spodziewanej kwoty.
Adriaen Coorte malował niewielkie martwe natury, często na papierze później naklejanym na panelu lub płótnie. Jego prace odznaczają się ascetyczną, prostą kompozycją i ciemnym tłem, zwykle przedstawiają kilka owoców lub przedmiotów umieszczonych na marmurowym blacie. Ulubionym motywem malarza były szparagi, rzadziej morele, brzoskwinie, winogrona lub muszle i tylko nieliczne, wczesne prace przedstawiają ptaki lub motyw vanitas. Kilka prac zostało ożywionych przedstawieniem pojedynczego motyla, który zapewne ma znaczenie alegoryczne.
Krytycy sztuki porównują warsztat artysty do szkoły hiszpańskiej reprezentowanej przez Francisco Zurbarána i Juana Sáncheza Cotána. Akcentują wyjątkowy indywidualizm malarza i jego zdolność do obserwacji. Proste i syntetyczne martwe natury Coorte`a miały wpływ na twórczość holenderskich poetów Eda Leeflanga i Hansa Favereya.

## Wybrane prace
- Pelikan i kaczki w górskim krajobrazie, 1683, Ashmolean Museum, Oxford,
- Vanitas w niszy, 1688, Muzeum Zeeland, Middelburg,
- Martwa natura z gałązką agrestu, 1693, Kassel,
- Martwa natura z karczochami i szparagami, 1693/95, Muzeum Palatynatu, Heidelberg,
- Martwa natura z miską truskawek, 1696, Mauritshuis, Haga,
- Martwa natura z orzechami laskowymi, 1696, Ashmolean Museum, Oxford,
- Martwa natura z muszlami, 1696, Luwr,
- Martwa natura ze szparagami i gałązką czerwonej porzeczki, 1696, National Gallery of Art, Waszyngton,
- Martwa natura z miską truskawek, 1697, Ermitaż, Sankt Petersburg,
- Martwa natura ze szparagami, 1697, Rijksmuseum, Amsterdam,
- Martwa natura z czterema morelami, 1698, Mauritshuis, Haga,
- Martwa natura ze szparagami, miską z truskawkami i listkami agrestu, 1698, Muzeum Dordrecht, Dordrecht,
- Martwa natura ze szparagami, 1699, Ashmolean Museum, Oxford,
- Martwa natura z gałązką agrestu, 1699, Mauritshuis, Haga
- Martwa natura z gałązką agrestu, 1701, Cleveland Museum of Art, Cleveland
- Martwa natura z gałązką agrestu, 1702, Chi Mei-Muzeum, Tajwan,
- Martwa natura z dwoma orzechami, 1702, Szépművészeti Múzeum, Budapeszt
- Martwa natura ze szparagami, 1703, Fitzwilliam Museum, Cambridge,
- Martwa natura z pięcioma morelami, 1704, Mauritshuis, Haga,
- Martwa natura z truskawkami, 1705, Mauritshuis, Haga,
- Martwa natura z winogronami, 1705, Muzeum Boijmans van Beuningen, Rotterdam,
- Martwa natura z trzema brzoskwiniami, 1705, Mauritshuis, Haga.